# Рожевое (Кировоградская область)
Рожевое (укр. Рожеве) — село в Приютовской поселковой общине Александрийского района Кировоградской области Украины. В некоторых источниках встречается под названием Розовое (что и означает в переводе с украинского). А также некоторые люди называют Шелкотрест или Шелкорадгосп, так как ранее село специализировалось по выращиванию шелкопрядов.
Население по переписи 2001 года составляло 66 человек. Почтовый индекс — 28025. Телефонный код — 5235. Код КОАТУУ — 3520380803.